# شمیدتوو
شمیدتوو (انگلیسی: Shmidtovo) یک شهرک در شهرستان اوفیمسکی استان باشقیرستان کشور روسیه است.